# Margaret Beacham
Margaret Anne Beacham z domu Moir (ur. 28 września 1946) – brytyjska lekkoatletka, biegaczka średniodystansowa.
30 stycznia 1971 w Cosford osiągnęła najlepszy halowy wynik na świecie (oficjalnych halowych rekordów świata wówczas nie uznawano) w biegu na 1500 metrów czasem 4:20,5.
Zwyciężyła w biegu na 1500 metrów na halowych mistrzostwach Europy w 1971 w Sofii, wyprzedzając reprezentantki Związku Radzieckiego Ludmiłę Braginę i Tamarę Pangełową. Ustanowiła wówczas najlepszy halowy wynik na świecie (który w międzyczasie odebrała jej Karin Burneleit z NRD, potem Christa Merten z RFN i znowu Burneleit) rezultatem 4:17,2. Na halowych mistrzostwach Europy w 1972 w Grenoble odpadła w eliminacjach biegu na 800 metrów.
Beacham była halową mistrzynią Wielkiej Brytanii (AAA) w biegu na 1500 metrów w 1971 oraz w biegu na 800 metrów w 1972, a także wicemistrzynią w biegu na milę w 1967 i w biegu na 1500 metrów w 1970.
Jej dziadek Gunner Moir był zawodowym bokserem, który w grudniu 1907 walczył o tytuł zawodowego mistrza świata wagi ciężkiej z Tommym Burnsem.